# Squatina

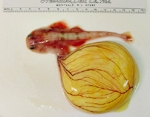
Embrió de Squatina dumeril

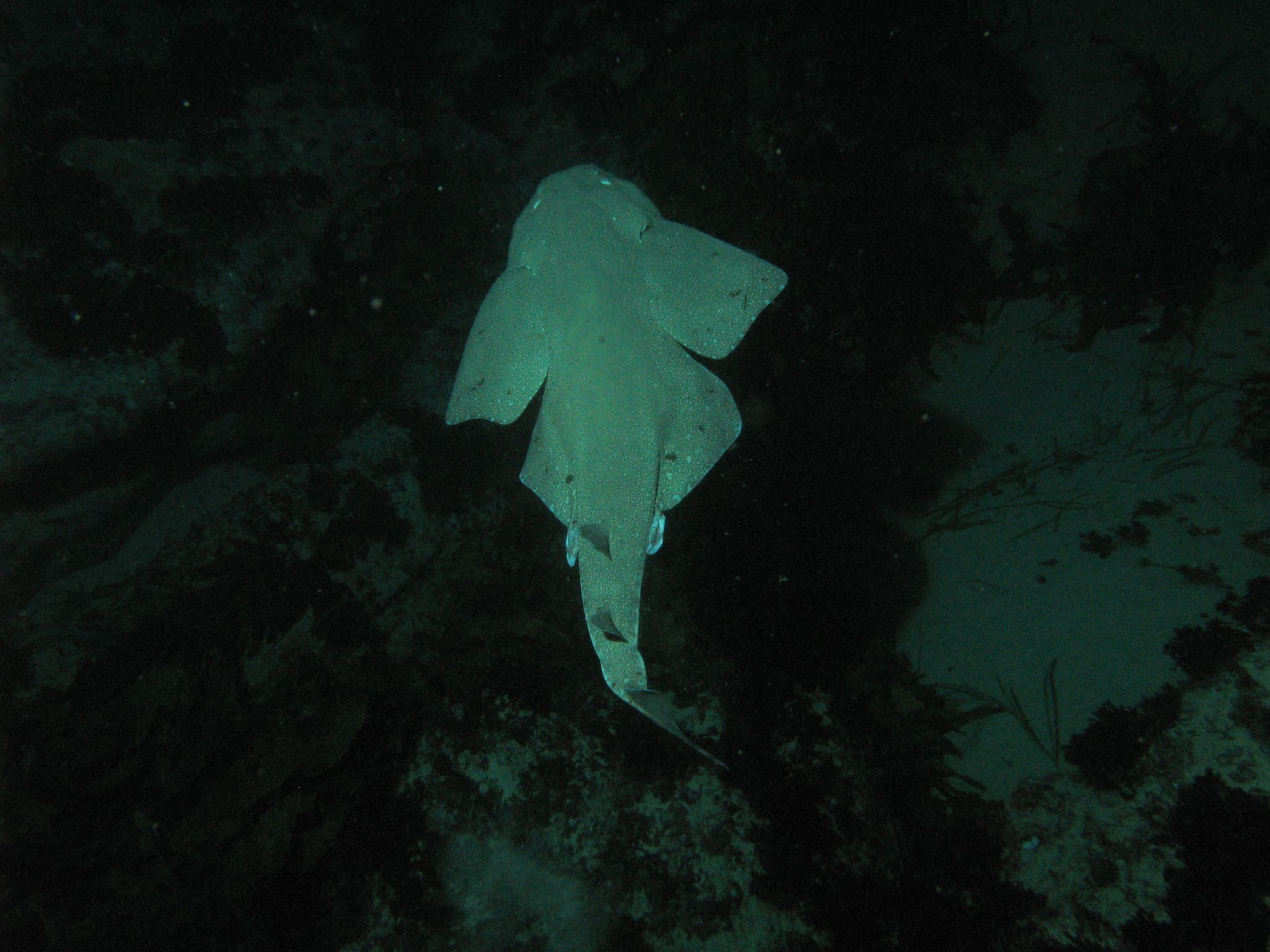
Squatina australis fotografiada davant les costes de Sydney.

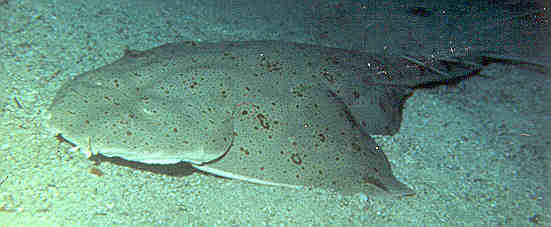
Squatina californica

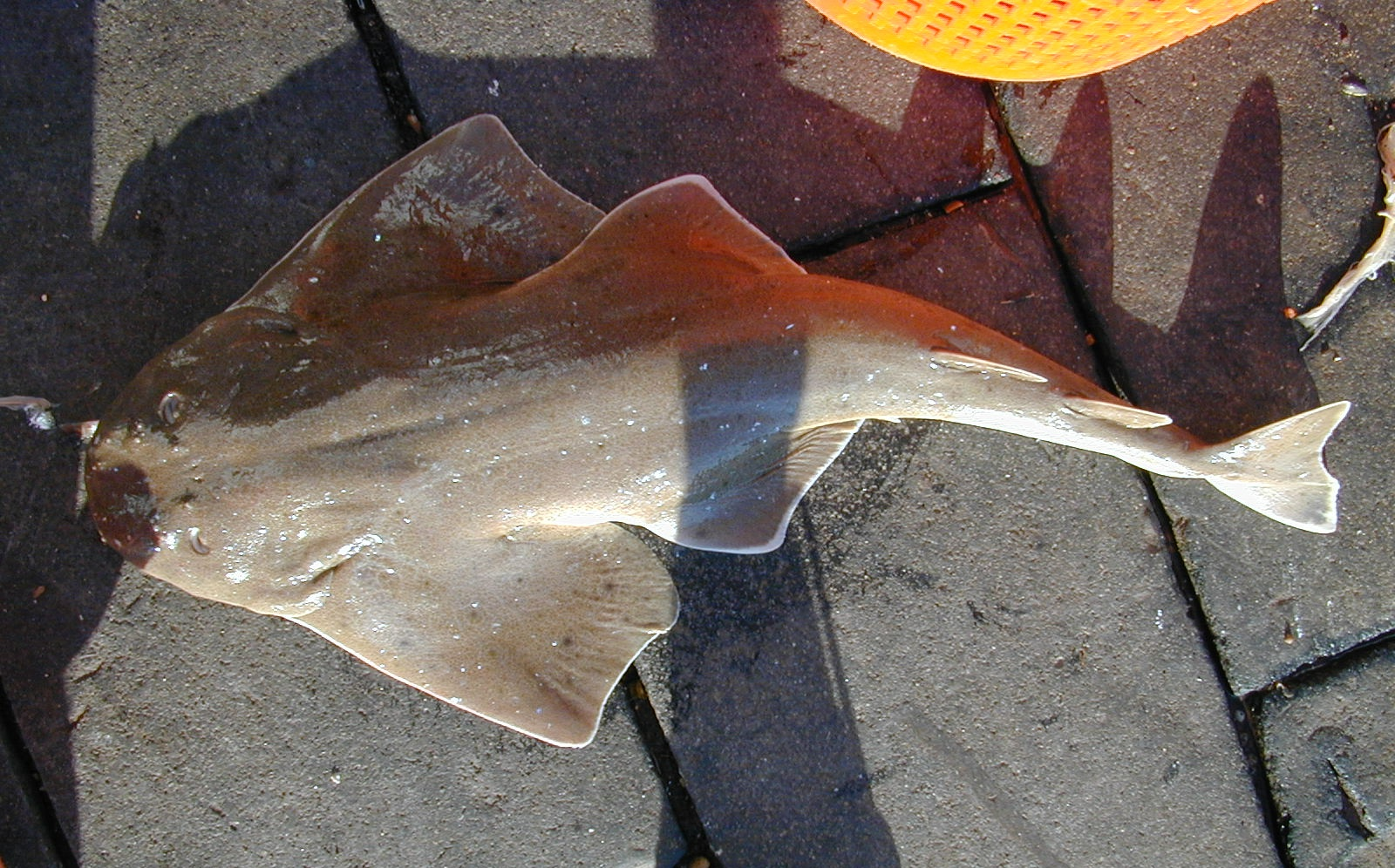
Squatina dumeril

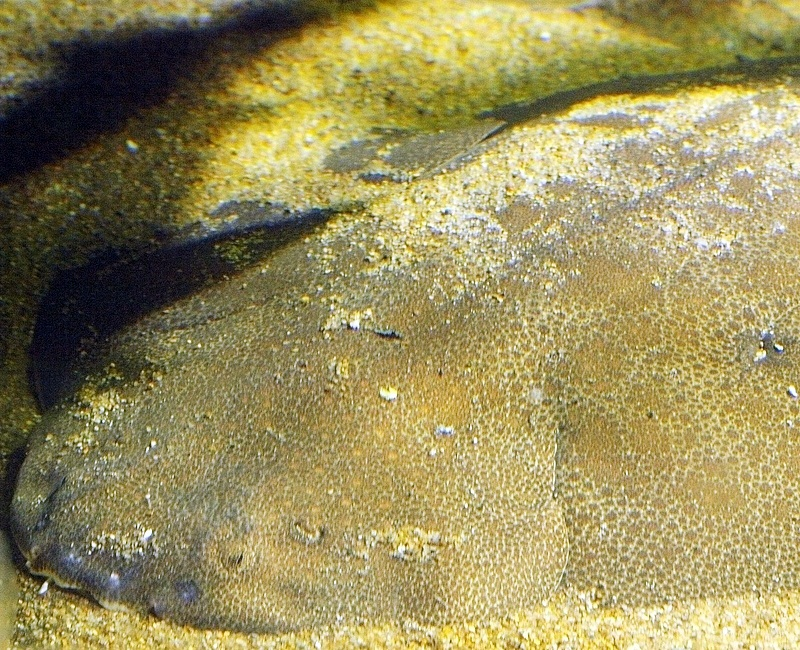
Squatina japonica

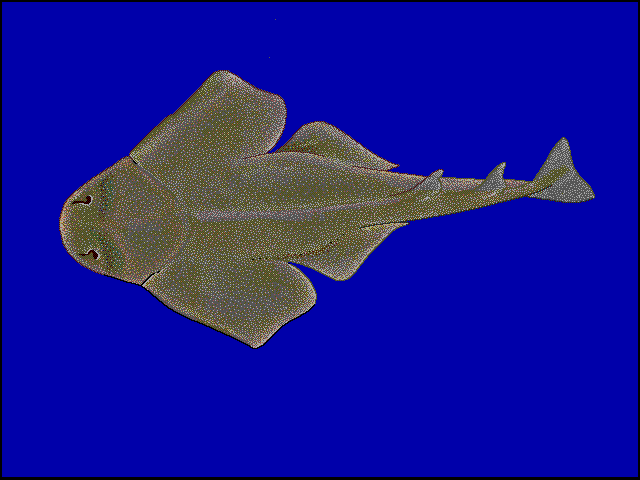
Squatina tergocellata

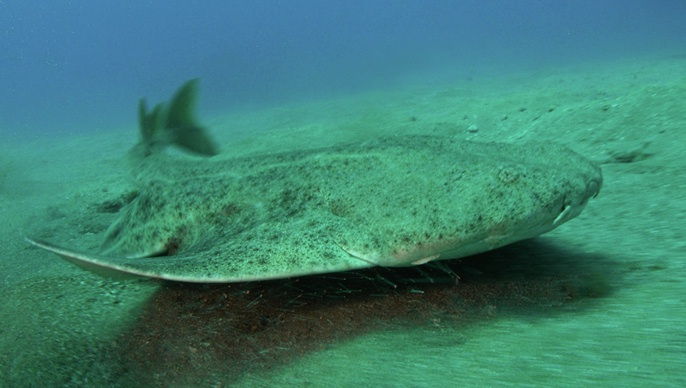
Angelot (Squatina squatina) fotografiat davant les costes de Tenerife (illes Canàries).

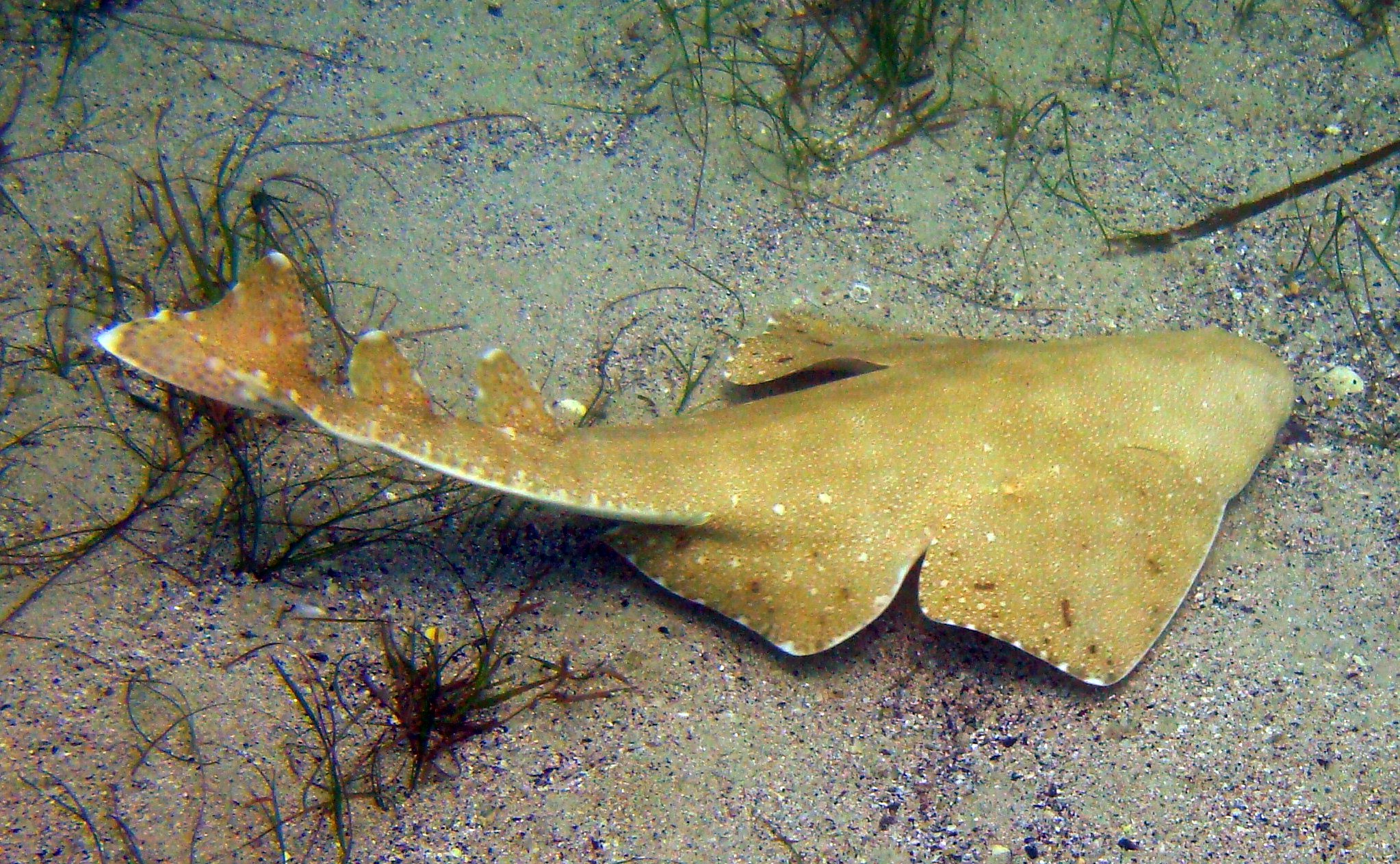
Squatina australis fotografiada a Tasmània.

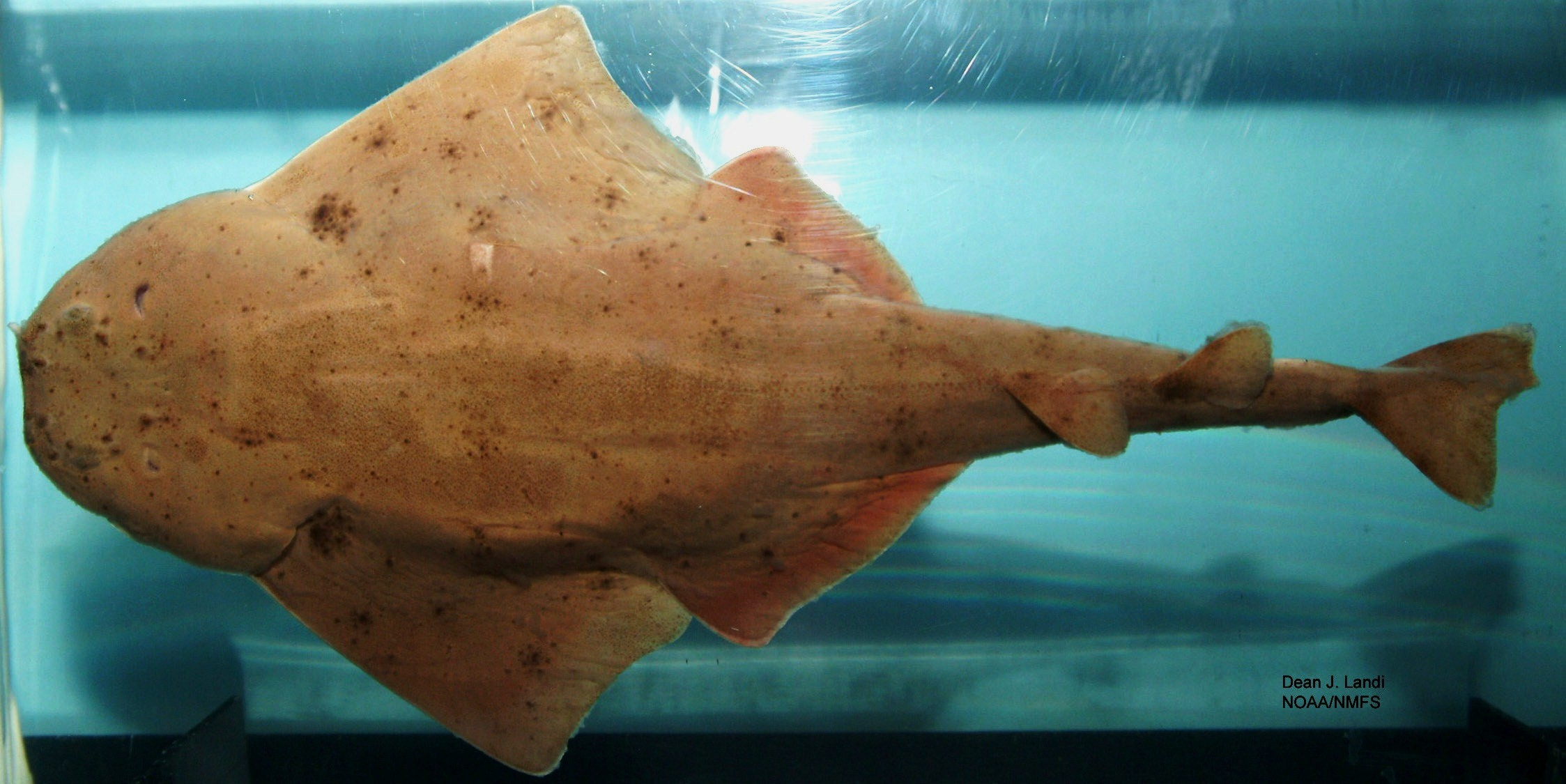
Squatina dumeril del Golf de Mèxic.

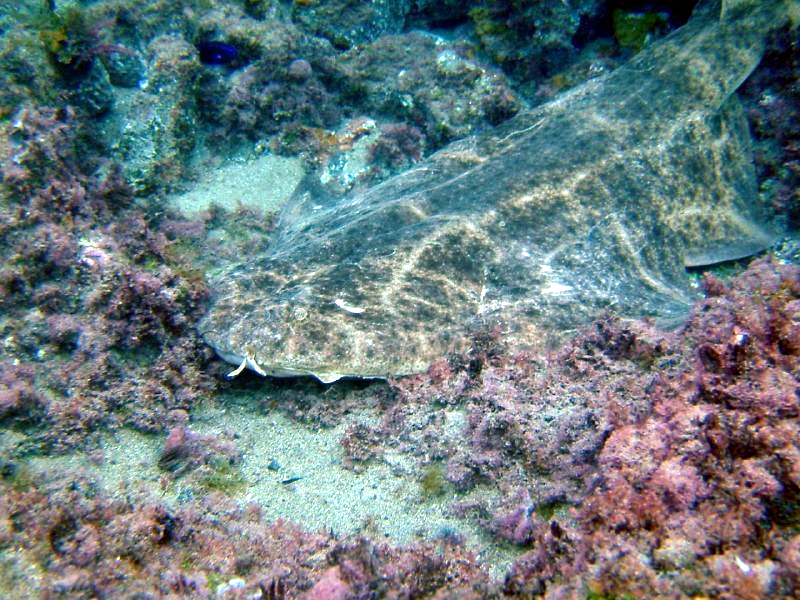
Angelot (Squatina squatina) fotografiat a Lanzarote (illes Canàries).

Squatina és l'únic gènere de peixos de la família dels esquatínids i de l'ordre dels esquatiniformes que comprèn un total de 24 espècies repartides per tot el món.
Es tracta de taurons aplanats dorsoventralment que habiten les plataformes continentals, des de les parts més someres fins als 500 m de profunditat. La seva mida és variable, però poden arribar als 2 metres de llargada.
Es caracteritzen per tenir unes eletes pectorals amples i robustes que utilitzen per enterrar-se en els fons de sediments tous i així poder-se camuflar.
Són espècies bentòniques, principalment ictiòfags, que utilitzen la depredació per emboscada per caçar les preses que passen pel seu voltant. Principalment s'alimenten de diferents espècies de peixos, moluscs, cefalòpodes o altres espècies de elasmobranquis.
Les 24 espècies estan distribuïdes globalment des de mars temperats a tropicals. Algunes compten amb rangs de distribució majors, però la majoria estan restringits en una àrea geogràfica més petita. Aquesta restricció geogràfica es deu al seu comportament bentònic estacionari. En aquest gènere la migració transoceànica és extremadament improbable, no s'ha reportat casos d'exemplars recorrent grans distàncies per la columna d'aigua. Tot i així, sí que s'han reportat pretons migratoris costers de gran escala en espècies com S. squatina i S. californica.
Actualment la família Squatinidae es troba entre les famílies d'elesmobranquis més amenaçades del món. La sobrepesca, la pesca accidental, la degradació d'hàbitats i la contaminació han generat una dsiminució en les seves poblacions, que actualment es troben en risc d'extinció.
Més de la meitat d'espècies estan a la llista de la IUCN Red List a la categoria d'amenaçades, 8 d'elles en perill crític, 1 en estat vulnerable, 3 quasi amenaçades, 5 en preocupació menor, 1 amb dades insuficients i 1 no evaluada.

## Descripció
- L'espècie més grossa, Squatina japonica, pot assolir fins a 2 m de llargària màxima.
- Cos aplanat.
- Pell coberta amb denticles dèrmics de forma cònica.
- Cap deprimit.
- Ulls dorsals amb les parpelles lliures i sense parpella nictitant.
- Espiracles grans darrere dels ulls.
- Cinc obertures branquials.
- Boca al capdavant, curta i armada de diverses fileres de dents.
- Dues petites aletes dorsals sense espines darrere de les aletes pèlviques.
- Aletes pectorals triangulars i separades del cap per un coll ben definit.
- Absència d'aleta anal.
- El lòbul inferior de la cua és més llarg que el superior.[5][6][7][8][9]

## Reproducció
Són ovovivípars i poden produir ventrades de fins a 13 cries.

## Alimentació
Es nodreixen d'una àmplia varietat de petits peixos ossis, crustacis, cefalòpodes, gastròpodes i bivalves, mitjançant llurs mandíbules protràctils.

## Hàbitat
Són peixos marins que habiten aigües poc fondes (tot i que n'hi ha una espècie que viu fins als 1.300 m de fondària) i colgats en fons de sorra i grava, encara que són nedadors actius.

## Distribució geogràfica
Es troba a tots els oceans i mars temperats, tropicals i subtropicals (llevat de l'Índic oriental i el Pacífic central).

## Taxonomia
- Squatina aculeata (Cuvier, -ex Duméril-, 1829)[25]
- Squatina africana (Regan, 1908)[26]
- Squatina albipunctata (Last & White, 2008)[27]
- Squatina argentina (Marini, 1930)[28]
- Squatina armata (Philippi, 1887)[29]
- Squatina australis (Regan, 1906)[30]
- Squatina californica (Ayres, 1859)[31]
- Squatina dumeril (Lesueur, 1818)[32]
- Squatina formosa (Shen & Ting, 1972)[33]
- Squatina guggenheim (Marini, 1936)[34]
- Squatina heteroptera (Castro-Aguirre, Peréz & Campos, 2006)[35]
- Squatina japonica (Bleeker, 1858)[36]
- Squatina legnota (Last & White, 2008)[27]
- Squatina mexicana (Castro-Aguirre, Pérez & Campos, 2006)[35]
- Squatina nebulosa (Regan, 1906)[30]
- Squatina occulta (Vooren & da Silva, 1992)[37]
- Escat (Squatina oculata) (Bonaparte, 1840)[38]
- Squatina pseudocellata (Last & White, 2008)[27]
- Squatina punctata (Marini, 1936)[39]
- Angelot (Squatina squatina) (Linnaeus, 1758)[40]
- Squatina tergocellata (McCulloch, 1914)[41]
- Squatina tergocellatoides (Chen, 1963)[42][43][44][45][46][47][48]

## Observacions
Normalment, no són agressius amb els humans però poden mossegar si són trepitjats o manipulats. Si no se'ls molesta no ataquen.